# San Juan (gioco)
San Juan è un gioco di carte di Andreas Seyfarth pubblicato nel 2004 in tedesco dalla Alea e in inglese dalla Rio Grande Games.

## Il gioco
San Juan è un gioco di carte basato sul celebre gioco da tavolo Puerto Rico. Il mazzo di gioco è composto da 110 carte che rappresentano edifici di produzione (indaco, zucchero, tabacco, caffè e argento) e da altri edifici che conferiscono poteri speciali o punti di vittoria extra. Le carte della propria mano possono essere utilizzate per costruire edifici o usate come denaro.
Il meccanismo di base è lo stesso del "gioco padre": ad ogni turno ogni giocatore sceglie uno dei ruoli disponibili, innescando un evento influenza tutti i giocatori, come la produzione di beni o la costruzione di edifici. Chi sceglie il ruolo ottiene un privilegio, come la produzione maggiore di beni o uno sconto nella costruzione degli edifici.
Anche se il concetto è simile a quello di Puerto Rico, il gioco ha molti meccanismi diversi. In particolare, il gioco non prevede né la presenza dei coloni né la spedizione delle merci; i punti vittoria si ottengono esclusivamente costruendo, e il gioco termina non appena un giocatore ha costruito 12 edifici.

## Edizioni
Il gioco è stato pubblicato per la prima volta nel 2004 nella collana "Alea Small Box"; nel 2014 è stata pubblicata la seconda edizione, sempre da parte di Alea, nella collana "Very Small Box", edita in Italia nel 2015 da parte di Giochi Uniti.
La seconda edizione del gioco include tutte le carte del gioco originale più alcune carte aggiuntive pubblicate a parte nel 2009.

## Premi e riconoscimenti
Il gioco ha vinto i seguenti premi e riconoscimenti:
- 2004: 
  - Premio À la Carte: Gioco di carte dell'anno;
  - Spiel des Jahres: gioco raccomandato[2];
  - Deutscher Spiele Preis: 2º classificato[3];
- 2013 - Juego del Año: finalista[4];